# Барон Ренфрю (корабль)
«Барон Ренфрю» (англ. Baron of Renfrew) — канадский деревянный четырёхмачтовый барк.
Был одним из самых больших деревянных кораблей, когда-либо построенных, несмотря на то, что являлся одноразовым кораблём.

## История
Барк был построен для перевозки древесины из Нового Света в Европу методом «одноразового корабля» компанией Charles Wood, Anse du Fort в Квебеке в 1825 году. Эта же компания построила аналогичный одноразовый барк «Columbus» годом ранее.
Огромный корабль имел общую длину 92,65 метра (с учётом бушприта и утлегаря — 110,8 метра), ширину 18,59 метра и высоту 10,36 метра. Это был четырёхмачтовый барк с квадратными мачтами: тремя квадратными парусами и трисельным парусом на бизань-мачте.
23 августа 1825 года под командованием капитана Мэтью Уокера судно покинуло Квебек с экипажем из 25 человек и направилось в Лондон с грузом из 9000 тонн древесины. 21 октября этого же года корабль появился в Ла-Манше, но на следующий день сел на мель Гудуин близ Лонг-Саунд-Хед (Long Sound Head) и снимался с неё буксирами со штурманом на борту. Случившийся шторм разрушил «Барона Ренфрю», его части были найдены на французском побережье близ Дюнкерка и Гравлина. По другим источникам, древесина судна не была утеряна и была продана, так что предприятие в конечном итоге было успешным.